# Hallvard Lie
Hallvard Lie, född den 18 januari 1905 i Nord-Fron, död den 7 april 1995 i Oslo, var en norsk filolog och litteraturhistoriker. Efter att ha erövrat magistergraden i norrön filologi vid Universitetet i Oslo 1936 med avhandlingen Studier i Heimskringlas stil knöts han till universitetsbiblioteket i Oslo, där han blev bibliotekarie 1937. År 1948 doktorerade han med den redan två år tidigare utgivna avhandlingen Jorvikferden – Et vendepunkt i Egil Skallagrimssons liv. Samma år blev han docent i litterär stilforskning vid Universitetet i Oslo, där han åren 1955–1975 var professor i litteraturhistoria med särskild inriktning på medeltidens litteratur.
Hallvard Lie vann internationellt erkännande för sina bidrag till förståelsen av den norröna skaldediktningens utveckling. I avhandlingen Skaldestil-studier (1952) framlade han teorin att dróttkvættstilen kan ha uppkommit som ett försök att finna en direkt poetisk motsvarighet till den samtida nordiska bildkonsten, så som vi känner den från exempelvis Osebergsskeppets träsniderier. När den norske 800-talsskalden Brage Boddason ställdes inför uppgiften att författa en skölddrapa – den som i Skáldskaparmál blivit kallad Ragnars drápa loðbrókar – så försökte han, enligt Lie, att till diktens grammatik överföra sköldens slingrande bildornamentik. Detta var möjligt eftersom det norröna språket hade ett så rikt böjningssystem att ordföljden kunde göras mycket fri utan att begripligheten gick förlorad. Genom att bryta upp den naturliga ordföljden kunde Brage låta diktens budskap ringla sig som drakslingor genom texten. Lie trodde att det kan ha varit Brage själv som skapade denna stil, och att det kan ha skett just när han diktade Ragnarsdrápa, som är den äldsta kända dikten på dróttkvætt. Om sålunda Brage var den norröna skaldediktningens fader är det kanske inte förvånande att även skaldernas gud kom att få namnet Brage.
I ”Natur” og ”unatur” i skaldekunsten (1957) vänder sig Lie mot de forskare som i likhet med Ernst A. Kock hävdade att skaldediktningen inte alls var så komplicerad som det ibland har gjorts gällande. Lie menar att det svårbegripliga och ”onaturliga” var själva kärnan i denna poesi, och att det var stilens ”unatur” – dess strävan att hålla naturen på avstånd – som gjorde skaldediktningen till en konst (iþrótt), till skillnad från eddadiktningen som av samtiden uppfattades som underhållning (skemmtan) eller kunskap (frœði). Med Brages dróttkvættstil introducerades i den fornvästnordiska litteraturen en verklig konst, utövad av medvetna konstnärer.
Lie bidrog även med flera artiklar i Kulturhistoriskt lexikon för nordisk medeltid (1956–1978); exempelvis Eiríksmál (bd 3), heiti (bd 6), hrynhent (bd 7), kenningar (bd 8), Vellekla (bd 19) och Þórsdrápa (bd 20).
I Norsk verslære (1967) – ett verk på nästan 900 sidor – behandlar Lie den nyare norska vershistorien, framför allt sedd utifrån dess formella aspekter.
Lie invaldes i Det Norske Videnskaps-Akademi år 1953 och tilldelades 1969 Fridtjof Nansens belønning for fremragende forskning.

## Verk i urval
- Studier i Heimskringlas stil. Dialogene og talene. Det norske videnskaps-akademi, skr. II, nr 5, 1937.
- Jorvikferden. Et vendepunkt i Egil Skallagrimssons liv, Universitetet i Oslo, 1946.
- Sagnet om hvorledes Sigvat blev skald, Maal og Minne, 1946.
- Sonatorrek str. 1–4, Arkiv för nordisk filologi 61, 1946.
- Et upåaktet gammelnorsk ord: hausi og Hákonarmál 6, Arkiv för nordisk filologi 63, 1948.
- Skaldestil-studier, Maal og Minne, 1952.
- Naglfar og Naglfari, Maal og Minne, 1954.
- Hvor bodde Harald Hårfagre ifølge Haraldskvæði 5?, Arkiv för nordisk filologi 71, 1956.
- "Natur" og "unatur" i skaldekunsten, Det norske videnskaps-akademi, skr. II, nr 1, 1957.
- Norsk verslære, Universitetsforlaget, Oslo, 1967.
- Om sagakunst og skaldskap. Utvalgte avhandlinger, Øvre Ervik (Bergen), 1982.